# Liste der Stolpersteine in Schwäbisch Hall

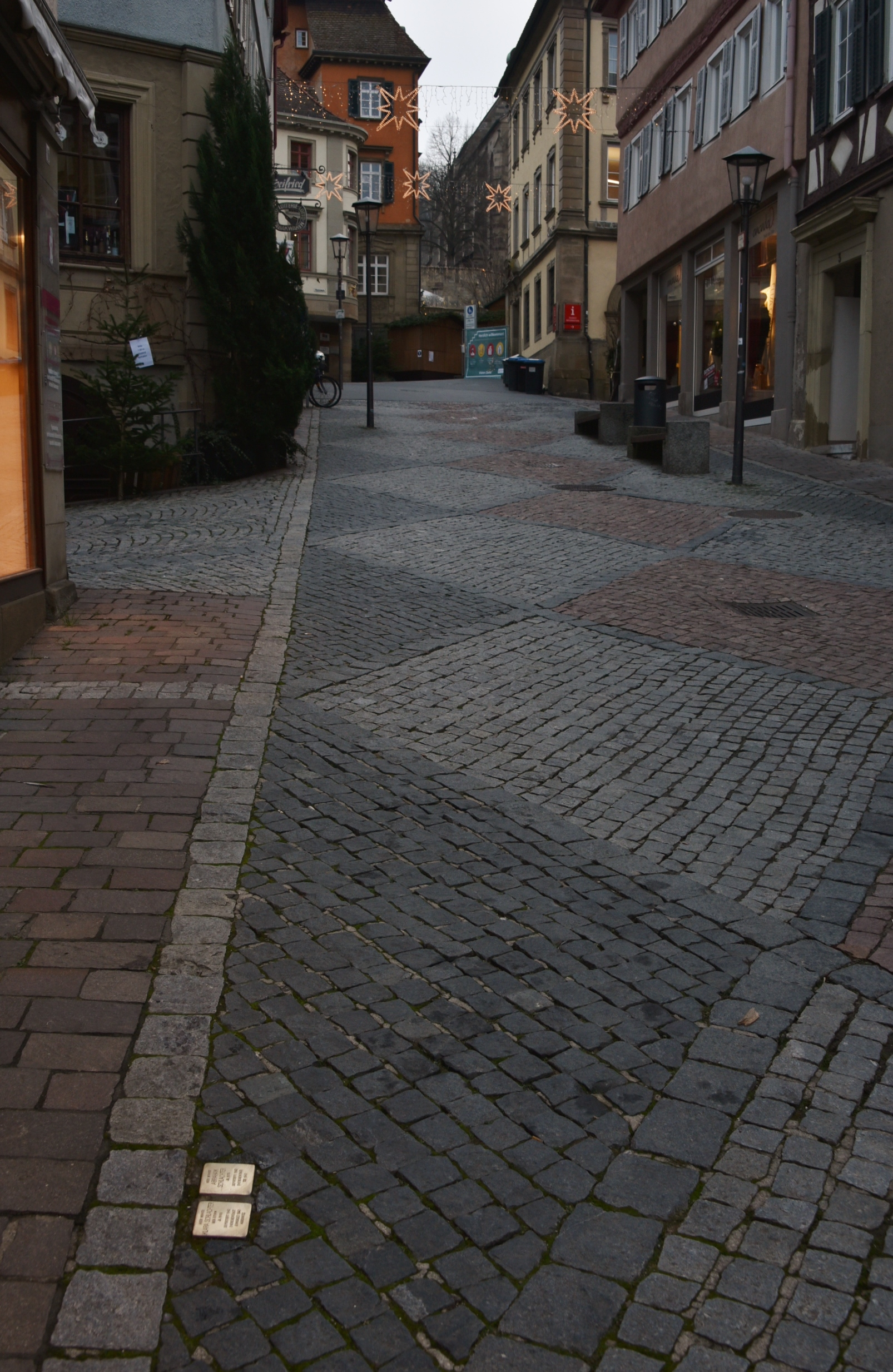
Stolpersteine in Schwäbisch Hall

Die Liste der Stolpersteine in Schwäbisch Hall beschreibt besondere Pflastersteine in Gehwegen, die an die Opfer der nationalsozialistischen Diktatur in der Stadt Schwäbisch Hall im gleichnamigen Landkreis in Baden-Württemberg erinnern sollen. Die Stolpersteine wurden vom Künstler Gunter Demnig konzipiert und werden von ihm in fast ganz Europa verlegt.

## Jüdische Gemeinde
Die 1933 noch 121 Menschen umfassende jüdische Gemeinde wurde durch Flucht ihrer Mitglieder sowie Deportation und Ermordung der hier gebliebenen Juden ausgelöscht. Etwa 46 Schwäbisch Haller Juden fielen der nationalsozialistischen Judenverfolgung zum Opfer. Die Seite Alemannia Judaica verzeichnet sie alle namentlich.

## Verlegte Stolpersteine
In Schwäbisch Hall wurden 21 Stolpersteine an acht Adressen verlegt.
Die Tabelle ist teilweise sortierbar; die Grundsortierung erfolgt alphabetisch nach dem Familiennamen des Opfers.
| Stolperstein | Inschrift                                                                                                   | Verlegeort                        | Name, Leben |
| ------------ | --- | --------------------------------- | --- |
|              | HIER WOHNTE GUSTA LEWKOWITZ GEB. ROSENBERG JG. 1899 AUSGEWIESEN 1938 POLEN ?                                | Haalstraße 4 ·                    | Gusta Lewkowitz, auch Lewkowicz, geb. Rosenberg wurde am 8. Juli 1899 in Stuttgart geboren. 1924 heiratete sie Salomon Lewkowitz, der in Schwäbisch Hall lebte und arbeitete. Das Paar bekam zwei Söhne, Heinrich, der bereits im Alter von drei Jahren starb, und Moses, geboren 1932. Ihr Ehemann war Synagogendiener. Am 28. Oktober 1938 wurde die Familie auf Grund der polnischen Staatsbürgerschaft von Salomon Lewkowitz nach Polen zwangsausgewiesen. Die Familie lebte zuletzt in Bentschen. Der Ehemann wurde am 6. August 1942 im Arbeitslager von Brieskow-Finkenheerd ums Leben gebracht. Gusta Lewkowitz und ihr Sohn wurden ebenfalls deportiert. Der Ort ist unbekannt. Sie gelten als verschollen. |
|              | HIER WOHNTE MOSES LEWKOWITZ JG. 1932 AUSGEWIESEN 1938 POLEN ?                                               | Haalstraße 4 ·                    | Moses Lewkowitz wurde am 24. Januar 1932 in Schwäbisch Hall geboren. Seine Eltern waren Salomon Lewkowitz und Gustav geb. Rosenberg. Sein Bruder Heinrich starb bereits im Alter von drei Jahren. Die Familie wurde am 28. Oktober 1938 nach Polen abgeschoben, auf Grund der polnischen Staatsbürgerschaft des Vaters. Sie lebten dort in Bentschen. Moses Lewkowitz und seine Mutter wurde an einen unbekannten Ort deportiert. Sein Vater wurde am 6. August 1942 im Arbeitslager von ums Leben gebracht. |
|              | HIER WOHNTE SALOMON LEWKOWITZ JG. 1898 AUSGEWIESEN 1938 POLEN TOT 1942 BRIESKOW-FINKENHEERD                 | Haalstraße 4 ·                    | Salomon Lewkowitz, auch Lewkowicz, wurde am 17. Oktober 1898 in Wieluń geboren, damals russisch, später polnisch. 1923 kam er nach Schwäbisch Hall, 1924 heiratete er Gusta geb. Rosenberg. Das Paar bekam zwei Söhne, Heinrich, der bereits im Alter von drei Jahren starb, und Moses, geboren 1932. Die Familie wohnte im Haus Haalstraße 4. Salomon Lewkowitz war Hilfsvorbeter, Synagogendiener und Schächter in den Metzgereien Pfeiffer und Rothschild. 1938 musste die Familie in ein Quartier neben dem jüdischen Betsaal in der Oberen Herrngasse 8 übersiedeln. Am 28. Oktober 1938 wurde Salomon Lewkowitz und seine Familie – er war nach wie vor polnischer Staatsbürger – zwangsweise ausgewiesen und abgeschoben nach Bentschen. Ein Jahr später erfolgte Hitlers Überfall auf Polen und die Familie Lewkowitz befand sich wiederum im Herrschaftsbereich deutscher Nationalsozialisten. Salomon Lewkowitz wurde verschleppt, nunmehr in die andere Richtung, in das Arbeitslager in Brieskow-Finkenheerd in Brandenburg. Salomon Lewkowitz kam dort am 6. August 1942 ums Leben. Das Schicksal von Frau und Sohn ist unbekannt, sie wurden ebenfalls deportiert. Wohin ist unbekannt. Es ist davon auszugehen, dass sie ebenfalls Opfer der Shoah wurden. |
|              | HIER WOHNTE HANNA NIEGHO GEB. ZAMORY JG. 1921 DEPORTIERT 1943 ERMORDET IN AUSCHWITZ                         | Gelbinger Gasse 25 ·              | Hanna Edeltraud Niegho geb. Zamory wurde am 6. Juni 1921 in Lauenburg in Pommern geboren. Ihre Eltern waren Hugo Zamory und Jenny geb. Markus. Nach der Scheidung ihrer Eltern wurde sie von ihrer Tante Paula Öttinger und deren Familie in Schwäbisch Hall aufgenommen. Ihr Onkel Hugo Öttinger besaß und führte das Textilgeschäft Maute in der Marktstraße 1. Im Jahr 1935 entschloss sich Hanna Zamory zur Auswanderung nach Palästina und wurde in einem Vorbereitungslager in Berlin aufgenommen. Zur Emigration kam es nicht. 1938 heiratete sie Josef Niegho, geboren am 23. April 1916 in Brüssel, einen Dachdecker. Das Paar hatte zwei Töchter, Elvira (geboren am 27. November 1939) und Gisela (geboren am 17. April 1942), und lebte in Berlin. Am 4. August 1943 wurde die ganze Familie verhaftet und nach Auschwitz deportiert. Hanna Niegho und ihre Töchter wurden unmittelbar nach der Ankunft vom NS-Regime in einer Gaskammer ermordet. Die Mutter, deportiert am 1. Dezember 1941 in das KZ Jungfernhof nahe Riga, wurde ebenfalls vom NS-Regime ermordet, Ort und Zeitpunkt sind nicht bekannt. Der Ehemann, der in Auschwitz zur Zwangsarbeit eingeteilt wurde, kam am 9. Februar 1945 im KZ Buchenwald ums Leben. |
|              | HIER WOHNTE EMIL OBENHEIMER JG. 1897 DEPORTIERT 1942 THERESIENSTADT ERMORDET 1944 AUSCHWITZ                 | Gelbinger Gasse 42 ·              | Emil Obenheimer wurde am 9. August 1897 in Creglingen geboren. Seine Eltern waren Max Obenheimer und Lina geb. Würzburger. Er hatte eine ältere Schwester, Rosa (geboren 1895). 1904 übersiedelte die Familie nach Schwäbisch Hall, 1908 starb der Vater. Die Mutter brachte die Kinder mit einer kleinen Rente durch. Emil Obenheimer wurde Kaufmann und war begeisterter Fußballspieler. 1912 zählte er zu den Gründern des Fußballvereins Sportfreunde Schwäbisch Hall. Er nahm am Ersten Weltkrieg teil und wurde durch Granatsplitter schwer verwundet. Es kam zur Amputation des linken Oberschenkels. Er wurde mit dem Eisernen Kreuz ausgezeichnet und erhielt eine kleine Versehrtenrente in Höhe vom 79,85 RM. In einer Eingabe aus dem Jahr 1938 gab er an, er könne seinen Beruf als kaufmännischer Angestellter nur „mit den größten körperlichen Anstrengungen“ ausüben. Bemühungen um ein Visum für die USA scheiterten, vermutlich aufgrund seiner Invalidität. Ab 1939 wohnte er in Heilbronn, besuchte jedoch regelmäßig die Mutter in Schwäbisch Hall. Seine Verdienste um das Vaterland schützten ihn nicht vor der Deportation. Gemeinsam mit seiner Mutter wurde Emil Obenheimer am 23. August 1942 mit dem Transport XIII/1 von Stuttgart nach Theresienstadt verschleppt. Beider Transportnummern waren 861 und 862. Am 16. Mai 1944 wurden beide mit dem Transport Ea in das Vernichtungslager Auschwitz überstellt. Die Transportnummern waren nunmehr 1929 und 2483. Emil Oppenheimer und seine Mutter wurden in Auschwitz ermordet. Seine Schwester Rosa, verheiratete Stern und sein Schwager Samuel Stern konnten die Shoah überleben. Sie waren rechtzeitig aus Deutschland in die USA geflüchtet. |
|              | HIER WOHNTE LINA OBENHEIMER GEB. WÜRZBURGER JG. 1870 DEPORTIERT 1942 THERESIENSTADT ERMORDET 1944 AUSCHWITZ | Gelbinger Gasse 42 ·              | Lina Obenheimer geb. Würzburger wurde am 12. September 1870 geboren. Sie stammte aus Bieringen und heiratete Max Obenheimer. Das Paar hatte zwei Kinder, Rosa (geboren 1895) und Emil (geboren 1897). 1904 übersiedelte die Familie nach Schwäbisch Hall, 1908 starb der Ehemann. Mit Hilfe einer kleinen Rente brachte sie sich und die Kinder durch. Der Sohn diente im Ersten Weltkrieg und wurde schwer verwundet. Sein linkes Bein musste amputiert werden. Die Tochter heiratete einen Mann namens Samuel Stern und konnte mit ihm rechtzeitig in die Vereinigten Staaten flüchten. Der Sohn lebte ab 1939 in Heilbronn. Im Oktober 1940 wurde Lina Obenheimer auf Anweisung des Bürgermeisters Prinzing zwangsumgesiedelt in das Haus Klosterstraße 8, das so genannte "Löchnerhaus" diente als "Judenhaus".Im Jahr 1942 zog sie zu ihrem Sohn nach Heilbronn, wo sie etwas später einen Platz im jüdischen Altersheim Sontheim fand. Die Verdienste des Sohnes um das Vaterland schützten weder ihn, noch seine Mutter vor der Deportation. Lina Obenheimer und ihr Sohn wurden am 23. August 1942 mit dem Transport XIII/1 von Stuttgart nach Theresienstadt verschleppt. Beider Transportnummern waren 861 und 862. Am 16. Mai 1944 wurden beide mit dem Transport Ea in das Vernichtungslager Auschwitz überstellt. Die Transportnummern waren nunmehr 1929 und 2483. Unmittelbar nach der Ankunft wurden Lina Oppenheimer und ihr Sohn in den Gaskammern von Auschwitz ermordet. |
|              | HIER WOHNTE KAROLINE PFEIFFER JG. 1891 DEPORTIERT 1941 RIGA ?                                               | Klosterstraße 8 · (Löchnerhaus) · | Karoline Pfeiffer wurde am 30. Juli 1891 in Braunsbach geboren. Ihre Eltern waren der Viehhändler Abraham Pfeiffer (1850–1939) und Terese geb. Reiß (1865–1923). Sie hatte vier Geschwister, darunter Schwester Meta und Bruder Meier. Ihr Großvater mütterlicherseits war der Kronenwirt Jakob Reiß, der Eigentümer des "Löchnerhauses". Er vererbte das Haus seinen Kindern. Karoline Pfeiffer, die unverheiratet blieb, lebte ihr ganzes Leben dort. Ihr Bruder betrieb dort einen Lederhandel. Während der Novemberpogrome des Jahres 1938 kam es dort zu Verwüstungen durch Nationalsozialisten. Drei Jahre später, am 1. November 1941, wurden die Geschwister Karoline Pfeiffer und Meier Pfeiffer von Stuttgart in das KZ Jungfernhof nahe Riga deportiert. Ihr Schicksal ist unbekannt. Auf der Website der Stadt Schwäbisch Hall ist zu lesen: „Sie starben entweder an den unmenschlichen Lebensverhältnissen im Lager oder wurden von der SS ermordet.“ Zumindest drei ihrer Tanten und Onkel mütterlicherseits wurden in Theresienstadt und Treblinka ermordet, darunter auch Berta Reiß. Das Haus wurde zwangsweise an die Stadt verkauft. |
|              | HIER WOHNTE MEIER PFEIFFER JG. 1888 DEPORTIERT 1941 RIGA ?                                                  | Klosterstraße 8 · (Löchnerhaus) · | Meier Pfeiffer, auch Maier, wurde am 22. August 1888 geboren. Seine Eltern waren der Viehhändler Abraham Pfeiffer (1850–1939) und Terese geb. Reiß (1865–1923). Er hatte vier Geschwister, darunter die Schwestern Meta und Karoline. Sein Großvater mütterlicherseits war der Kronenwirt Jakob Reiß, der Eigentümer des "Löchnerhauses". Er vererbte das Haus seinen Kindern. Meier Pfeiffer führte dort eine Lederhandlung, dies geht aus den Adressbüchern von 1920 und 1928 hervor. In der Ausgabe von 1938 wurden Abraham und Meier Pfeiffer als Viehhändler gelistet. Seine Wohnung wurde im Zuge der Novemberpogrome des Jahres 1938 von NS-Schlägern verwüstet. Drei Jahre später, am 1. November 1941, wurden die Geschwister Karoline und Meier Pfeiffer von Stuttgart in das KZ Jungfernhof nahe Riga deportiert. Ihr Schicksal ist unbekannt. Auf der Website der Stadt Schwäbisch Hall ist zu lesen: „Sie starben entweder an den unmenschlichen Lebensverhältnissen im Lager oder wurden von der SS ermordet.“ Zumindest drei seiner Tanten und Onkel mütterlicherseits wurden in Theresienstadt und Treblinka ermordet, darunter auch Berta Reiß. |
|              | HIER WOHNTE BERTA REISS JG. 1869 DEPORTIERT 1942 THERESIENSTADT TOT 1942                                    | Klosterstraße 8 · (Löchnerhaus) · | Berta Reiß wurde am 17. Januar 1869 in Schwäbisch Hall geboren. Sie war eine Tochter des Kronenwirts Jakob Reiß und wohnte seit Kindheit im sogenannten Löchnerhaus in der Klosterstraße 8. Sie lebte sehr zurückgezogen und nach dem Verlust des elterlichen Erbes in ärmlichen Verhältnissen. Sie wurde gezwungen, ihren Hausanteil zu verkaufen. Im Februar 1942 übersiedelte sie in das jüdische Altersheim von Eschenau, nahe Neckarsulm gelegen. Im selben Jahr, am 23. August 1942, wurde sie von Uniformierten abgeholt und von Stuttgart aus mit dem Transport XIII/1 in das KZ Theresienstadt verschleppt. Ihre Transportnummer war 369. Berta Reiss kam dort am 17. Dezember 1942 ums Leben. Eine Nichte und ein Neffe, Karoline und Meier Pfeiffer wurden vom NS-Regime im Baltikum ermordet. |
|              | HIER WOHNTE HELENE ROBERG JG. 1908 FLUCHT 1939 HOLLAND DEPORTIERT SOBIBOR                                   | Obere Herrngasse 1                | Helene Roberg wurde am 6. Juni 1908 in Berlichingen geboren. Der Rabbiner Jakob Berlinger und dessen Frau Rifka, wohnhaft in der Oberen Herrngasse 1, verpflichteten sie 1925 als Haushaltshilfe. Das Ehepaar war kinderlos und behandelte sie, als ob sie ihre Tochter wäre. Nachdem ihre Dienstgeber über die Schweiz nach Palästina geflüchtet waren, floh auch Helene Roberg im November 1939 aus Deutschland. Sie kam in die Niederlande und fand Unterkunft bei der Familie von Shefa Levie geb. Berlinger. Doch das NS-Regime besetzte auch die Niederlande, Helene Roberg wurde von den Besetzern gefasst und am 20. Juli 1943 in das Vernichtungslager Sobibor deportiert. Dort wurde Helene Roberg am 23. Juli 1943 ermordet. |
|              | HIER WOHNTE ABRAHAM SCHLACHTER JG. 1875 DEPORTIERT 1942 THERESIENSTADT TOT 1943 AUSCHWITZ                   | Neue Straße 6 ·                   | Abraham Schlachter wurde am 4. Januar 1875 in Braunsbach geboren. Er war Viehhändler und heiratete 1910 Klara Sturm. Das Paar hatte zwei Kinder, Salo und Flora, geboren am 4. August 1920. Die Familie lebte ab 1912 in Schwäbisch Hall. 1938 musste Abraham Schlachter sein Gewerbe einstellen. Zuletzt lebte das Paar in Braunsbach. Am 23. August 1942 wurden beide mit dem Transport XIII/1 von Stuttgart nach Theresienstadt verschleppt. Die Transportnummern des Ehepaares waren 85 und 86. Abraham Schlachter kam dort am 4. August 1943 ums Leben. Als offizielle Todesursache wurde Bronchopneumonie angegeben. Seine Frau wurde nach Auschwitz überstellt und dort vom NS-Regime ermordet. Die Kinder konnten die Shoah überleben, sie waren rechtzeitig aus Deutschland geflüchtet. Flora Schlachter flüchtete 1939 in die USA, ihr Bruder Sao nach England. |
|              | HIER WOHNTE KLARA SCHLACHTER GEB. STURM JG. 1885 DEPORTIERT 1942 THERESIENSTADT ERMORDET 1943 AUSCHWITZ     | Neue Straße 6 ·                   | Klara Schlachter geb. Sturm wurde am 19. September 1885 in Burghaslach geboren. Ihre Eltern waren Leopold Yehuda Sturm (1850–1928) und Sophie geb. Keiner (1857–1932). Sie hatte mindestens drei Geschwister, Salomon (1884–1899), Lina Lea (1888–1965; später verehelichte Eckmann) und Julchen (geboren 1894; später verehelichte Mattenberger). Im Jahr 1910 heiratete sie den Viehhändler Abraham Schlachter. Das Paar hatte zwei Kinder, Salo und Flora. Die Familie lebte ab 1912 in Schwäbisch Hall. 1938 musste der Ehemann sein Gewerbe einstellen. Vier Jahre später, am 23. August 1942, wurden sie mit dem Transport XIII/1 von Stuttgart nach Theresienstadt verschleppt. Die Transportnummern des Ehepaares waren 85 und 86. Der Ehemann kam dort am 4. August 1943 ums Leben. Klara Schlachter wurde am 9. Oktober 1944 nach Auschwitz überstellt. Ihre Transportnummer war 1521. Sie wurde dort vom NS-Regime ermordet. Beide Kinder konnten die Shoah überleben, sie waren rechtzeitig aus Deutschland geflüchtet. Ihre Tochter, die 1940 unverheiratet nach New York gelangt war, heiratete dort Joseph Martin Goldhagen (1913–2001). Das Paar hatte fünf Kinder. Ihrem Sohn Salo gelang die Flucht nach England. Auch ihrer Schwester Lina Lea gelang die Flucht, sie starb 1965 in Israel. |
|              | HIER WOHNTE JACOB STERN JG. 1894 DEPORTIERT 1941 RIGA ?                                                     | Schulgasse 12 ·                   | Jacob Stern, auch Jakob, wurde am 10. Juni 1894 in Braunsbach geboren. Er hatte zumindest eine Schwester, Ernestine. Stern war Hilfsarbeiter und lebte ab 1939 im Haus der Geschwister Wolff in Schwäbisch Hall. Am 1. Dezember 1941 wurde er gemeinsam mit seiner Schwester in das KZ Jungfernhof nahe Riga deportiert. Er gilt als verschollen. |
|              | HIER WOHNTE ANNA VOGELHUT GEB. GRÜNBERG JG. 1896 DEPORTIERT 1943 ERMORDET IN AUSCHWITZ                      | Neue Straße 21 ·                  | Anna Vogelhut geb. Grünberg wurde am 30. Juli 1896 in Kolomea, damals Österreich-Ungarn, heute Ukraine, geboren. Ihre Mutter hieß Esther. Sie heiratete den Kaufmann David Vogelhut (geboren 1887). Das Paar hatte zwei Kinder, Martha (geboren 1924) und Josef (geboren 1928). Die Familie übersiedelte 1929 nach Schwäbisch Hall, wo ihr Ehemann drei Jahre später, in der Neuen Straße 21, ein Geschäft für Kurz- und Schuhwaren eröffnete. 1936 musste das Geschäft aufgrund des steigenden Antisemitismus zugesperrt werden. 1938 übersiedelte die Familie nach Berlin, wo sie im Haus Wallnertheaterstraße 28 Unterkunft fanden. Die Tochter konnte rechtzeitig in Sicherheit gebracht werden, sie emigrierte 1939 nach Großbritannien, später nach Kalifornien. Anna Vogelhut wurde mit Ehemann und Sohn am 3. Februar 1943 von Berlin nach Auschwitz deportiert. Anna Vogelhut, ihr Sohn und ihr Ehemann wurden vom NS-Regime ermordet, wo und wann ist unbekannt. |
|              | HIER WOHNTE DAVID VOGELHUT JG. 1896 DEPORTIERT 1943 ERMORDET IN AUSCHWITZ                                   | Neue Straße 21 ·                  | David Vogelhut, geboren am 30. Oktober 1887, stammte aus Wischnitz in Oberschlesien. Er wurde Kaufmann und heiratete Anna Grünberg (geboren 1896). Das Paar hatte zwei Kinder, Martha (geboren 1924) und Josef (geboren 1928). Die Familie übersiedelte 1929 nach Schwäbisch Hall, wo er drei Jahre später, in der Neuen Straße 21, ein Geschäft für Kurz- und Schuhwaren eröffnete. 1936 musste er aufgrund des steigenden Antisemitismus das Geschäft wieder schließen, 1938 übersiedelte die Familie nach Berlin. Die Tochter konnte rechtzeitig in Sicherheit gebracht werden, sie emigrierte 1939 nach Großbritannien. David Vogelhut wurde mit Frau und Sohn am 3. Februar 1943 von Berlin nach Auschwitz deportiert. Vater, Mutter und Sohn wurden vom NS-Regime ermordet, wo und wann ist unbekannt. |
|              | HIER WOHNTE JOSEF VOGELHUT JG. 1928 DEPORTIERT 1943 ERMORDET IN AUSCHWITZ                                   | Neue Straße 21 ·                  | Josef Vogelhut wurde am 15. Dezember 1928 in Mannheim als Sohn von David Vogelhut und Anna geb. Grünberg geboren. Er hatte eine ältere Schwester, Martha. 1929 übersiedelte die Familie nach Schwäbisch Hall, wo sein Vater bis 1936 ein Geschäft für Kurz- und Schuhwaren führte. 1938 übersiedelte die Familie nach Berlin. Josef Vogelhut wurde gemeinsam mit seinen Eltern am 3. Februar 1943 von Berlin nach Auschwitz deportiert. Er und seine Eltern wurden vom NS-Regime ermordet, wo und wann ist unbekannt. Seine Schwester konnte 1939 nach Großbritannien flüchten. Sie lebte später in Kalifornien und heiratete einen Mann namens Levy. |
|              | HIER WOHNTE BERTHOLD WOLFF JG. 1879 DEPORTIERT 1942 ERMORDET IN IZBICA                                      | Schulgasse 12 ·                   | Berthold Wolff wurde am 23. April 1879 geboren. Seine Eltern waren Hermann Wolff und Bertha geb. Marx. Er hatte zumindest drei Schwestern, Mathilde, Hedwig und Karoline, die einen Spezerei- und Kolonialwarenladen im Haus Schulgasse 12 führten. Er war Soldat im Ersten Weltkrieg und danach Kaufmann in Nürnberg. 1938 kehrte er nach Schwäbisch Hall zurück. Wenig später, während der Novemberpogrome, verwüsteten NS-Schläger den Laden seiner Schwestern. Im Juni 1942 wurden die beiden älteren Schwestern im jüdischen Altersheim von Eschenau aufgenommen. Von dort wurden beide Schwestern nach Theresienstadt verschleppt und dort ermordet. Auch Berthold Wolff und seine jüngste Schwester, Karoline, wurden verhaftet, verschleppt und ermordet. SS-Männer holten die beiden ab, die Deportation erfolgte am 26. April 1942 nach Izbica im besetzten Polen. Die Geschwister wurden ebenfalls vom NS-Regime ermordet, allerdings ist nicht bekannt, wann und wo. |
|              | HIER WOHNTE HEDWIG WOLFF JG. 1876 DEPORTIERT 1942 THERESIENSTADT ERMORDET 1942 MALY TROSTINEC               | Schulgasse 12 ·                   | Hedwig Wolff wurde am 24. März 1876 geboren. Ihre Eltern waren Hermann Wolff und Bertha geb. Marx. Sie hatte zumindest drei Geschwister, Berthold, Karoline und Mathilde. Gemeinsam mit ihren Schwestern führte sie einen Spezerei- und Kolonialwarenladen im Haus Schulgasse 12. Im Zuge der Novemberpogrome des Jahres 1938 wurde der Laden von marodierenden Nationalsozialisten verwüstet. Hedwig und Mathilde Wolff zogen sich am 3. Juni 1942 in das jüdische Altersheim von Eschenau zurück. Wenige Wochen nach ihrem Einzug, am 23. August 1942, wurden sie mit Transport XIII/1 von Stuttgart nach Theresienstadt deportiert. Hedwig Wolffs Transportnummer war 399, die ihrer Schwester 401. Laut holocaust.cz wurden die Schwestern etwas mehr als einen Monat später, am 26. September 1942, mit dem Transport Br in das Vernichtungslager Treblinka überstellt. Ihre Transportnummer war nunmehr 1092, die ihrer Schwester 1093. Am Stolperstein ist das Vernichtungslager Maly Trostinez als Destination eingraviert. Hedwig Wolff und ihre Schwester Mathilde Wolff wurden in einem der beiden Lager vom NS-Regime ermordet. Auch ihre Geschwister Berthold Wolff und Karoline Wolff haben die Shoah nicht überlebt. Im Transport nach Theresienstadt ist als No. 400 Luise Wolff geb. Mendel (1863–1942) angeführt. Sie kam in Theresienstadt ums Leben. |
|              | HIER WOHNTE KAROLINE WOLFF JG. 1878 DEPORTIERT 1942 ERMORDET IN IZBICA                                      | Schulgasse 12 ·                   | Karoline Wolff wurde am 15. Februar 1878 in Schwäbisch Hall geboren. Ihre Eltern waren Hermann Wolff und Bertha geb. Marx. Sie hatte zumindest drei Geschwister, Mathilde, Berthold und Hedwig. Die drei Schwestern führten einen Spezerei- und Kolonialwarenladen im Haus Schulgasse 12. Anfang 1938 kehrte der Bruder nach Schwäbisch Hall zurück. Wenig später, während der Novemberpogrome, verwüsteten NS-Schläger den Laden der Schwestern. Im Juni 1942 wurden ihre beiden Schwestern im jüdischen Altersheim von Eschenau aufgenommen. Beide wurden nach Theresienstadt verschleppt und dort ermordet. Auch Karoline Wolff und ihr Bruder wurden verhaftet, verschleppt und ermordet. SS-Männer holten die beiden ab, die Deportation erfolgte am 26. April 1942 nach Izbica im besetzten Polen. Karoline Wolff und ihr Bruder wurden vom NS-Regime in einem Vernichtungslager im Osten ermordet, allerdings ist nicht bekannt, wann und wo. |
|              | HIER WOHNTE MATHILDE WOLFF JG. 1872 DEPORTIERT 1942 THERESIENSTADT ERMORDET 1942 MALY TROSTINEC             | Schulgasse 12 ·                   | Mathilde Wolff wurde am 19. September 1872 geboren. Ihre Eltern waren Hermann Wolff und Bertha geb. Marx. Sie hatte zumindest drei Geschwister, Berthold, Hedwig und Karoline. Gemeinsam mit ihren Schwestern führte sie einen Spezerei- und Kolonialwarenladen im Haus Schulgasse 12. Im Zuge der Novemberpogrome des Jahres 1938 wurde der Laden von marodierenden Nationalsozialisten verwüstet. Hedwig und Mathilde Wolff zogen sich am 3. Juni 1942 in das jüdische Altersheim von Eschenau zurück. Wenige Wochen nach ihrem Einzug, am 23. August 1942, wurden sie mit dem Transport XIII/1 von Stuttgart nach Theresienstadt deportiert. Mathilde Wolffs Transportnummer war 401, die ihrer Schwester 399. Laut holocaust.cz wurden die Schwestern etwas mehr als einen Monat später, am 26. September 1942, mit dem Transport Br in das Vernichtungslager Treblinka überstellt. Ihre Transportnummer war nunmehr 1093, die ihrer Schwester 1092. Am Stolperstein ist das Vernichtungslager Maly Trostinez als Destination eingraviert. Mathilde Wolff und ihre Schwester Hedwig Wolff wurden in einem der beiden Lager vom NS-Regime ermordet. Auch ihre Geschwister Berthold Wolff und Karoline Wolff haben die Shoah nicht überlebt. |
|              | HIER WOHNTE JENNY ZAMORY GEB. MARKUS JG. 1896 DEPORTIERT 1941 ERMORDET IN RIGA                              | Gelbinger Gasse 25 ·              | Jenny Zamory geb. Markus wurde am 5. Juni 1896 in Neumark geboren. Sie war Verkäuferin und heiratete Hugo Zamory und wurde Mutter einer Tochter, Hanna Zamory, geboren 1921 in Pommern. Die Ehe scheiterte und die Tochter kam zu Jenny Zamorys Schwester Paula Öttinger, die in Schwäbisch Hall wohnte. Sie wurde jedoch am 1. Dezember 1941 in das KZ Jungfernhof südlich von Riga deportiert. Ermordet wurde Jenny Zamory vom NS-Regime unbekannten Orts und unbekannten Zeitpunkts. Ihre Tochter und die beiden Enkeltöchter wurden in einer Gaskammer in Auschwitz ermordet, ihr Schwiegersohn im KZ Buchenwald. |

## Rundgang Innenstadt
Die Stadt Schwäbisch Hall hat einen Rundgang durch die Innenstadt eingerichtet, der alle 21 Stolpersteine und eine Reihe von Denkmälern umfasst.
- Gedenkstern Reichspogromnacht
- Stolpersteine für Berta Reiß, Karoline Pfeiffer und Meier Pfeiffer
- Stolperstein für Helene Roberg
- Gedenktafel jüdischer Betsaal
- Stolpersteine für Familie Lewkowitz (?)
- Moses-Herz-Weg
- Stolperstein für die Geschwister Wolff und Jacob Stern
- Stolpersteine für Familie Vogelhut
- Stolperstein für Klara und Abraham Schlachter
- Stolpersteine für Hanna Niegho und Jenny Zamory
- Stolpersteine für Lina und Emil Obenheimer
- Dietrich-Bonhoeffer-Denkmal
- Denkmal für die polnischen Opfer des Nationalsozialismus
- Denkmal für die Opfer der Euthanasiemorde

## Verlegungen
- 13. Oktober 2005: Gelbinger Gasse 42, Klostergasse 8
- 26. April 2006: Gelbinger Gasse 25, Haalstraße 4, Neue Straße 6 und 21, Obere Herrngasse 1, Schulgasse 12